# Júlio Posenato
Júlio Posenato (Veranópolis, 1947) é um arquiteto e pesquisador brasileiro dedicado a estudos sobre a italianidade no Brasil.
Formado em 1972 pela Universidade Federal do Rio Grande do Sul, é o pioneiro no estudo da arquitetura colonial italiana no Rio Grande do Sul, analisando seus materiais, formas, usos e modos de implantação na geografia e estabelecendo a cronologia, as tipologias arquitetônicas e as relações entre forma, função e significado sociocultural desse acervo. Também é uma das principais referências sobre a arquitetura colonial italiana no Espírito Santo. Em 2012 presidiu a seção Rio Grande do Sul do ICOMOS-Brasil. Segundo matéria do Conselho de Arquitetura e Urbanismo do Rio Grande do Sul, "a paixão pela arquitetura se manifesta de diversas maneiras, assim como sua prática profissional. Para alguns, desenvolver projetos é uma grande realização. Para outros, pesquisar arquitetura é o fascínio que move sua produção. Assim é para Júlio Posenato, arquiteto e urbanista que, apesar de nunca ter sido professor, tem muito a ensinar".
Foi um dos idealizadores do roteiro turístico Caminhos de Pedra, que percorre a zona rural de Bento Gonçalves, visitando importantes exemplares de arquitetura italiana. O projeto teve início em 1993, quando Posenato redigiu o Projeto de Recuperação e Valorização Cultural do Distrito de São Pedro. Em 1990 foi feita uma parceria com o Hotel Dall'Onder, que se responsabilizou pelo restauro das primeiras quatro casas em 1993, e no ano seguinte foi criada a Associação Caminhos de Pedra, que constituiu a base institucional do projeto, seguindo-se investimentos e qualificação do roteiro. Em 1998 Posenato desenvolveu o projeto Caminhos de Pedra – Projeto de Resgate da Herança Cultural, com foco na educação da comunidade para a valorização da história e do patrimônio cultural local, para sua capacitação para aproveitamento sustentável e lucrativo do acervo arquitetônico que possui, e para o resgate de sua identidade histórica. Atualmente o roteiro recebe em média 60 mil turistas por ano.
É também um importante divulgador do talian, participou dos estudos que levaram à sua fixação e normatização, e segundo Darcy Luzzatto, Posenato foi quem propôs o nome pelo qual o dialeto se tornou conhecido. Presidiu a Societá Taliana Massolin de Fiori, criada no final da década de 1980 em Porto Alegre, e manteve a editora Posenato Arte & Cultura, que publicou entre outras obras Homens e Mitos na História de Caxias, de Ângelo Costamilan, obra monumental, segundo o historiador Mário Gardelin, e a reedição fac-similar do importante álbum histórico Cinquantenario della Colonizzazione Italiana nel Rio Grande del Sud, 1875-1925, o marco fundador dos estudos da imigração italiana no sul do Brasil, para o qual fez a apresentação.
Principais publicações:
- Assim vivem os italianos. Arquitetura da Imigração Italiana no Rio Grande do Sul (1983)
- Antônio Prado, cidade histórica (1989)
- Arquitetura da imigração italiana no Espírito Santo (1998)
- Talian: língua e identidade cultural (1999)
- A Arquitetura do Norte da Itália e das Colônias Italianas de Pequena Propriedade no Brasil (2004)
- Pesquisando arquitetura (2016)